# Michail Michajlovič Speranskij
Michail Michajlovič Speranskij (rusky: Михаи́л Миха́йлович Спера́нский; 12. ledna 1772 – 23. února 1839) byl ruský reformátor za vlády Alexandra I. Pavloviče, jemuž byl blízkým poradcem, a později Mikuláše I. Pavloviče. Bývá označován za otce ruského liberalismu.

## Osobní život
Speranskij se narodil 12. ledna 1772 ve vsi Čerkutino, která se nachází ve Vladimirské oblasti.
Byl synem Michaila Treťjakova, vesnického kněze. Studoval na náboženských seminářích ve Vladimiru a Petrohradě, kde získal příjmení Speranskij z latinského slovesa „doufat“ (sperare). Později se v církevním semináři v Petrohradě stal profesorem matematiky a fyziky. Jeho schopnosti ho dovedly k postu tajemníka knížete Kurakina a na pozici příslušného říšského úředníka.
Podrobnosti o jeho manželství jsou nejasné, ale předpokládá se, že uzavřel sňatek s Alžbětou Jane Stephensovou v roce 1798, původem z Anglie. Ta zemřela následujícího roku na tuberkulózu poté, co porodila dceru. Její dcera, Alžběta Michajlovna Speranská, uzavřela sňatek s jedním z prvních guvernérů Černihovské gubernie na Ukrajině. Otec a dcera jsou vedlejšími postavami v románu Vojna a mír od Lva Nikolajeviče Tolstého.
V lednu 1839 byl Speranskij povýšen do hraběcího stavu. Jeho vnučka Marie obdržela zvláštní carský dekret s povolením, aby směla titul nadále užívat i po uzavření sňatku s knížecí rodinou Cantacuzène (tituly se kombinovaly). Mariiným vnukem byl slavný ruský generál Michail Michajlovič Cantacuzène.
Speranskij zemřel 23. února v Petrohradě. Je pochován na Tichvinském hřbitově u kláštera Alexandra Něvského. Jeho náhrobek navrhl Alexandr Brjullov.

## Reformy
V roce 1808 car Alexandr I. vzal Speranského na Erfurtský kongres a představil ho Napoleonovi. Oba dva následně diskutovali o možné ruské administrativní reformě. Ve svých plánech Speranskij předpokládal, že bude vytvořen konstituční systém, jehož základní jednotkou budou dumy – kantonální shromáždění (volosť), které mají volit dumy okresní a ty následně mají zvolit zástupce do provincií a nebo vlády. Z usnesení posledních dvou činitelů je zvolena imperiální duma. Jako rovnováha mezi autokracií a imperiální dumou má být nominována Státní rada.
Z tohoto plánu v lednu 1810 začala fungovat již zmíněná Státní rada. V 19. století a na počátku 20. století dominovala ústavní historii Ruska. Imperiální duma, vytvořená v roce 1905, a instituce místní samosprávy (zemstvo), vytvořená v roce 1864, byly dvěma reformami, které Speranskij navrhl. Jeho plán také přispěl k ústavám uděleným Alexandrem Finsku a Polsku.

## Alexandr I. a kariérní pád
V letech 1809 až 1812 měl Speranskij v Rusku neomezenou moc. Nahradil dřívější členy neoficiálního výboru a prakticky se stal jediným ministrem. Společně s carem projednával všechny záležitosti. Dokonce i kdysi všemocný ministr války, hrabě Arakčejev, byl nyní upozaděn. Přestože Speranskij měl velice mocné postavení, nevyužil jej ku vlastnímu prospěchu. Jeho idealismus mu to neumožnil, ale i tak nevyhledával politické spojence, čímž se stal zranitelným.
Car Alexandr byl také idealista, ale s více sobeckým postojem. Odmítal talenty, které přesahovaly jeho vlastní. Domníval se totiž, že je sám dost silným nástrojem proto, aby dosáhl ideálního cíle, obnovení Ruska, jež bylo Speranského jediným zájmem.
V roce 1810 byl Speranskij stále ku prospěchu a zůstával carovým důvěrníkem v tajné diplomacii, která předcházela roztržce Ruska s Napoleonem. V tomto období ho líčí Tolstoj v románu Vojna a mír (druhá kniha, třetí část). Pak se ovšem Speranskij dopustil závažné chyby – pojal myšlenku na reorganizaci zednářského řádu v Rusku, aby vzdělával a pozvedl ortodoxní duchovenstvo. Car souhlasil s prvními kroky, které byly podniknuty, totiž s potlačením stávajících lóží, ale přirozeně nedůvěřoval tajným spolkům, ačkoli se zdánlivě přiznali ke svým tajemstvím. Tento Speranského neúspěšný plán vedl jen k tomu, že se duchovenstvo přidalo na stranu jeho nepřátel.
V předvečer zápasu s Napoleonem udělal Alexandr ze Speranského svého obětního beránka. Car se rozhodl utišit staré ruské cítění, nejsilnějšího přívržence jeho osoby proti revoluční Francii. Následná Speranského nediskrétnost dala konečný impuls k jeho pádu. Byl obklopen špiony, kteří hlásili nepříliš přesně ministrovu ostrou kritiku některých carových činů. Zato sám Speranskij si údajně troufl radit Alexandrovi, aby se neujímal hlavního velení v nadcházející válečné kampani.
Několik osob v carově svitě bylo motivovaných k tomu, aby Speranského obvinily ze zrady, včetně velkovévodkyně Kateřiny Pavlovny, Fesslera, Karamzina, Rostopčina, finského generála hraběte Gustava Mauritze Armfelta a ministerského státního tajemníka pro Finské velkoknížectví v Petrohradě. Alexandr neočistil Speranského od obvinění, ale učinil jej odpovědným za nepopulárnost, která mu vznikla v důsledku nenáviděných reforem a ještě více nenáviděné francouzské politiky. Z 17. na 29. března byl Speranskij propuštěn z úřadu.
Od roku 1810 do roku 1812 byl ve Finsku kancléřem říšské Alexandrovi univerzity v Turku.

## Pozdější kariéra za Mikuláše I.
Prostřednictvím přímluvy Alexeje Arakčejeva byl v roce 1816 jmenován guvernérem města Penza a téhož roku generálním guvernérem Sibiře. Roku 1821 se vrátil do Petrohradu a stal se členem Státní rady cara Alexandra.
Na začátku panování cara Mikuláše I. Pavloviče, po povstání děkabristů v roce 1825, zasedal Speranskij ve zvláštním vyšetřovacím soudu a uděloval povstalcům rozsudky.
V roce 1826 jej car jmenoval vedoucím výboru zformovaného pro kodifikaci ruského práva. Pod jeho vedením vydal výbor publikaci úplné sbírky zákonů ruské říše, která obsahovala 35 993 aktů. Tato kodifikace nazvaná „Kompletní sbírka zákonů“ byla předložena Mikuláši I. a tvořila základ pro „Kodex zákonů Ruského impéria“. Speranského liberální myšlenky byly následně zkoumány a zpracovány Konstantinem Kavelinem a Borisem Čičerinem.
Za své úsilí o kodifikaci ruského práva získal Speranskij Řád svatého Ondřeje a roku 1839 hraběcí titul od cara.